# Okorsk Mały
Okorsk Mały – wieś na Ukrainie, w obwodzie wołyńskim, w rejonie włodzimierskim. W 2001 roku liczyła 100 mieszkańców.
W czasie okupacji niemieckiej mieszkająca tutaj ukraińska rodzina Pristupów ukrywała Żydów. W 2014 roku Instytut Jad Waszem uhonorował za to Afanasija i Antoninę Pristupów tytułami Sprawiedliwych wśród Narodów Świata.
Do 2020 w rejonie łokackim. 